# 孫榮基
孫 榮基（ソン・ヨンキ、1990年10月1日 - ）は、韓国出身 のラグビー選手。

## プロフィール
- ポジションはプロップ(PR)。
- 身長 179 cm、体重 108 kg
- ニックネームは孫、孫さん。
- 韓国代表に選ばれたことがある[2]。

## 来歴
延世大学、尚武、ポスコを経て、2016年、ホンダヒートに加入。同年12月10日に行われたジャパンラグビートップリーグ第11節のパナソニック ワイルドナイツ戦に途中出場で日本での公式戦初出場を果たす。
2018年、ホンダヒートを退団した。